# Adam Christian Wacks

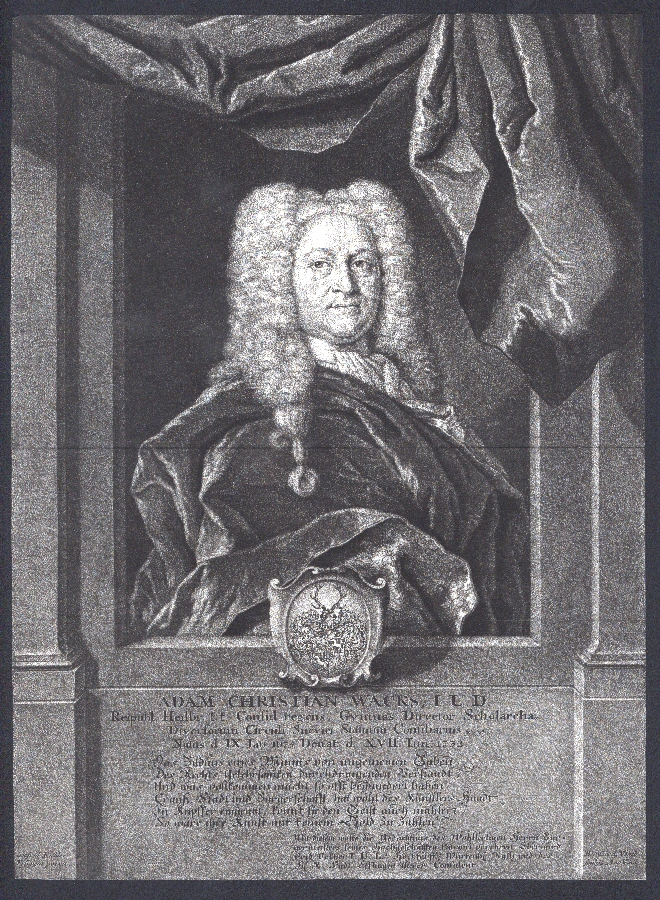
Adam Christian Wacks

Adam Christian Wacks (* 9. Januar 1675 im Fürstentum Sachsen-Gotha; † 17. Juli 1732 in Heilbronn) war von 1730 bis 1732 Bürgermeister von Heilbronn.

## Leben
Wacks studierte 1695 Jura an der Universität Tübingen und gehörte ab 1710 in Heilbronn dem kleinen, inneren Rat („von den burgern“) an, war ab 1725 Steuerherr und ab 1730 Bürgermeister.
Adam Christian war in erster Ehe mit Anna Margarete Tempfel verheiratet, der Tochter eines Heilbronner Bürgers. In zweiter Ehe war er mit der Witwe des Georg Friedrich Feyerabend verheiratet. Ihr gemeinsamer Sohn Gottlieb Moriz war von 1770 bis 1802 ebenfalls Bürgermeister.